# تحطم باراشوت منزيلينسك ليت إل-410 تربوليت
تحطم باراشوت منزيلينسك ليت إل-410 تربوليت كان حادث تحطم طائرة وقع بالقرب من مدينة منزيلينسك في تتارستان روسيا في 10 أكتوبر 2021.
مباشرة بعد الإقلاع من المطار المحلي، بدأت طائرة ليت إل-410 تربوليت التابعة لـ الجمعية التطوعية للتعاون مع الجيش والطيران والبحرية تفقد ارتفاعها وتحطمت على الأرض. قُتل 16 من بين 22 شخصًا كانوا على متن الطائرة، بما في ذلك أفراد الطاقم و14 مظليًا، بينما نجا 6 مظليين آخرين.

## خلفية

### الطائرة
تم تصنيع الطائرة في أبريل 1987 وكان ذيلها رقم RF-94591. بدأت العمل في عام 1987 في القوات الجوية السوفيتية، ثم في القوات الجوية الروسية وفي يناير 2014 دخلت في خدمة الجمعية التطوعية للتعاون مع الجيش والطيران والبحرية الروسية.

### الركاب وطاقم الطائرة
في وقت وقوع الحادث كان على متن الطائرة 22 شخصًا. وكان من بينهم الطيار ميخائيل بيلييف البالغ من العمر 60 عامًا ومساعده الكسندر زيكوف البالغ من العمر 61 عامًا، وكلاهما قُتلا في الحادث.

## الحادثة
بدأت الطائرة تفقد ارتفاعها فور إقلاعها. في الساعة 09:11 بتوقيت موسكو (12:11 بالتوقيت العالمي) كان هناك تصادم أرضي. دمر الاصطدام جسم الطائرة وأجنحتها ولكن لم يتبع ذلك حريق. من المفترض قبل وقوع الحادث أبلغ الطيارون عن فشل أحد المحركات.

## التحقيق
بدأت مديرية التحقيقات المركزية الأقاليمية للنقل التابعة للجنة التحقيق الروسية في التحقيق في الحادث. كان السبب المحتمل للاصطدام هو التحميل الزائد أو فشل أحد المحركات.

## ما بعد الحادثة
بدأت أعمال الإنقاذ في موقع التحطم، والذي تم الانتهاء منه قريبًا. شارك ما مجموعه 47 شخصًا في جهود الإنقاذ. علق مركز يوري غاغارين لتدريب رواد الفضاء التعاون مع نادي الطيران في مينسيلينسك أثناء التحقيق في أسباب تحطم الطائرة. من المقرر إرسال ضحايا تحطم الطائرة إلى موسكو لتلقي العلاج.
علقت الجمعية الروسية رحلات جميع طائراتها باستخدام إل-410 تربوليت. تحطمت طائرة من نفس النوع تديرها أيضًا الجمعية للتدريب على المظلات، في يونيو من نفس العام.